# 后迪斯科
后迪斯科（英語：Post-disco）是一个术语和流派，用来描述1979年至1986年左右流行音乐史上的一段余波，它始于美国对迪斯科音乐的强烈反对，导致1979年7月12日芝加哥发生民间骚乱和骚乱，即著名的“迪斯科毁灭之夜”，并于20世纪80年代后随着新浪潮音乐的主流化而结束。在其衰落阶段，迪斯科表现出越来越电子化的特征，很快成为新浪潮音乐、旧学派嘻哈、欧陆迪斯科的垫脚石，并被称为高能量地下俱乐部音乐所取代，这是它的直接延续。

## 音乐特征

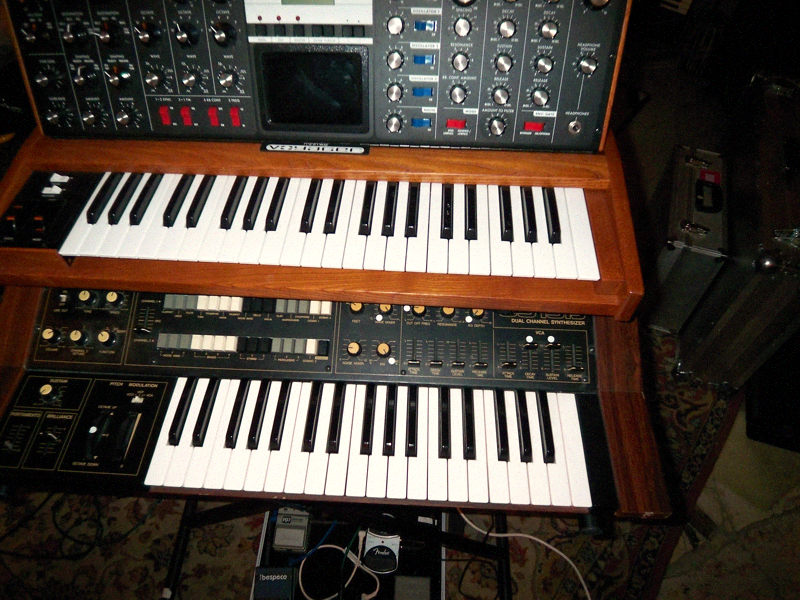
合成器在后迪斯科的发展中发挥了至关重要的作用

鼓机、合成器、音序器根据艺术家和年份的不同，它在作品中要么部分占主导地位，要么全部占主导地位，或者与各种声学乐器混合在一起。电子乐器在这段时期变得越来越流行，20世纪80年代中期，它完全占据了这一流派的主导地位。